# 中華民國陸軍通信電子資訊訓練中心
陸軍通信電子資訊訓練中心，簡稱通訓中心，慣稱為通校，代號虎嶺部隊，隸屬於陸軍教準部。1936年（民國25年）9月1日成立於南京丁家橋，首任校長由蔣中正擔任。後因對日抗戰，校址屢次搬遷。國府撤往臺灣後，校址初在臺灣省宜蘭縣金六結營區，1965年（民國54年）遷至臺灣省桃園縣平鎮鄉山仔頂，1969年（民國58年）因應嘉禾一號專案整編，成立陸軍通信兵訓練指揮部及通信兵學校。1971年（民國60年）12月奉命更名「陸軍通信電子學校」。1979年（民國68年）7月1日崑崙專案整編實施後，部隊訓練權責轉移乃改編定名「陸軍通信電子學校」。2000年（民國89年）2月1日結合科技發展及資訊教學能量擴充，更名為「陸軍通信電子資訊學校」。依據2013年12月11日總統令公布之《軍事教育條例》修正條文規定，陸軍通信電子資訊學校於2014年4月1日正式更名為陸軍通信電子資訊訓練中心，得授予陸軍、海軍陸戰隊及資通電軍之通資電兵科軍士官正規班進修教育，及部隊通資電兵科裝備操作及系統維運專長人員專長合格證書。

## 學校任務及願景
陸軍通信電子資訊訓練中心（簡稱通訓中心）為國軍地面部隊通資電專業人才培育的搖籃，除致力於各類通資專業訓練外，並同時導入遠距及AR擴增實境教學等數位學習模式，達到專業訓練零距離之目標；另為掌握科技新知，提升教育訓練品質，中心與中原大學合作開辦碩士班及通資類證照實作班等終身學習管道，藉持續在職進修，提升人力素質與競爭力。此外本中心賡續精進工作與生活管理方式、創新教學方法，以忠誠勤敏隊訓為核心，創造優質環境，並戮力於教育、訓練、測考三大核心目標，矢志成為通資先驅、科技導向的專業單位。

## 組織
- 中心本部
  - 指揮官（少將一位）
  - 副指揮官（上校一位，兼通測中心指揮官）
  - 參謀長（上校一位）
    - 副參謀長

  - 政戰主任（上校一位）
    - 政戰副主任

  - 中心士官督導長

- 處室
  - 計考處
  - 總務處
  - 主計室
  - 作戰發展研究室

- 直屬連
  - 本部連
  - 教勤連
  - 勤務連

- 教官組
  - 一般指參組
  - 通信電戰組
  - 網路作戰組
  - 保修組

- 總隊部（總隊長，上校一位）
  - 學生大隊
    - 學生一中隊
    - 學生二中隊
    - 學生三中隊
    - 學生四中隊
    - 學生五中隊

  - 學員生大隊
    - 學生六中隊
    - 學生七中隊
    - 學生八中隊
    - 學生九中隊
    - 學員隊

## 校歌、校訓
- 校歌

國家干城，軍中神經，這是通信的搖籃

戰技須精練，學術要貫通，獻身做無名的英雄

支援三軍，協同諸兵種作戰

求迅速，須確實，守秘密，要更新

親愛精誠，奮發勵行

發揚吾校精神，發揚吾校精神

- 校訓：忠誠勤敏

## 校史沿革
- 演進一（黃埔建軍至北伐完成階段）：[4]

- 民國成立陸軍採用日制，通信屬於工兵技術勤務，至黃埔建校第四期，工兵科下設立通信隊，部隊設有黃埔電信隊，此為我通信兵萌芽。
- 1928年（民國17年）春，創辦軍事交通技術學校，是為通信兵脫離工兵而與運輸合稱為交通兵之始。當年秋，奉命併編於中央陸軍軍官學校，改稱為第六期交通大隊，於是交通兵科，同儕於步、騎、砲、工、輜之列。
- 1929年（民國18年）春，復以總司令部直轄之交通部隊為基幹，成立交通兵團；1930年（民國19年）秋，交通兵團擴編；交通第一團為通信隊編成，第二團為運輸部隊。
- 1933年3月开始筹备通信兵学校，交通兵监邱炜任通信兵学校筹备主任，1935年2月2日由华振麟负责通信兵团相关事务并继任通信兵学校筹备处主任。
- 1934年（民國23年）春，「陸軍通信兵學校籌備處」成立，交通第一團改為陸軍通信兵團。於是通信兵脫離交通兵而正式稱為通信兵科，是為通信兵科與獨立通信部隊建立之伊始。

- 演進二（剿匪抗戰至戡亂階段）：[4]

- 1936年（民國25年）9月1日「陸軍通信兵學校」成立於南京丁家橋。蒋介石兼任校长，徐庭瑶任教育长。将军事交通技术教练所第六期学生改编为该校第六期学生队，其教职员也同时归并该校。在南京城外百水桥建筑校舍，10月成立有线电话班学员二队，召集整现师步兵中少尉军官训练4个月，期满成绩及格者派回原部队任初级通信干部，第一期于1937年2月毕业，共138人，第二期于同年8月毕业，共154人。1937年11月迁至湖南临澧。1938年冬迁驻麻江，副校长俞飞鹏兼，教育长童元亮。1944年冬迁四川江津。
- 1936年 - 1948年（民國25至37年）間，抗戰軍興，乃至中共人民解放軍全面叛亂，為因應作戰需要，先後擴充通信兵為9個、14個通信兵營；軍、師、團、營亦設有建制之通信部隊，通信兵發展邁入建制運作時期。

- 演進三（在臺整建至國軍精實案）：[4]

- 1950年（民國39年）4月，局勢逆轉，通信兵學校自廣州遷至臺灣宜蘭復校隸屬聯勤總部。
- 1955年（民國44年），改隸陸軍總司令部，同年7月改隸陸軍供應司令部通信署。
- 1965年（民國54年）7月10日，遷入臺灣桃園平鎮山子頂。
- 1969年（民國58年）12月，實施嘉禾案，成立「通信兵訓練指揮部」與學校合稱為「陸軍通信兵訓練指揮部暨通信兵學校」由指揮官兼校長，改隸陸軍訓練作戰發展司令部。
- 1971年（民國60年）12月，因應通信電子科技之發展，擴充電子教學設備與師資，更名為「陸軍通信電子學校」。
- 1979年（民國68年）7月，實施崑崙案，通訓部裁撤，通信電子學校改隸陸軍後勤司令部通信電子署。
- 2000年（民國89年）因應國軍「精實案」發展及併編規劃，「國防部通信電子局」改名「通信電子資訊局」，轄統一通信指揮部並改名為統一通信資訊指揮部；陸軍通信電子署改名為陸軍通信電子資訊署，轄通信電子學校改名為「通信電子資訊學校」，餘各軍團設通信兵群、各防衛部設通信營、師指揮機構及聯兵旅設通信連。

- 演進四（實施國防二法）：[4]

- 2002年（民國91年）3月1日，國防二法實施，上級督導單位「國防部通信電子局」改編為「國防部通資電子參謀次長室」。

- 演進五（精進案）：[4]

- 2005年（民國94年）7月1日，配合國軍精進案實施，學校幕僚組織扁平化，並納編通測中心，負責基地測考及新兵二階段訓練任務。

- 演進六：

- 2013年11月1日因「精粹案」組織調整移編陸軍教育訓練暨準則發展指揮部，並配合「軍事教育條例」修法於2014年4月1日更銜「陸軍通信電子資訊訓練中心」迄今，指揮官仍維持由少將擔任。 （页面存档备份，存于），自由電子報，2013-10-22。</ref>

## 歷任校長／指揮官
- 蔣中正（1936.09.01－1947.11.01）（交通部俞飛鵬上將兼任副校長，校務由交輜學校教育長兼本校教育長徐庭瑤中將綜理）
- 李昌來（1947.11.01－？）
- 王根榮 [5][6]
- 石岳
- 李中賢
- 劉克源
- 陳樹起
- 夏正宗
- 李振鳴
- 趙廣豫
- 凌根成（1987－）
- 黃舜卿（1990-）
- （1991.0?.??－1993.04.??）
- 張近海（1993.04.??－1999.08.28）
- 蕭文彬（1999.08.28－2000.07.01）
- 陳正棋（2000.08.31－2004.04.26）
- 曾家驥（2004.04.26－2006.09.01）
- 高坤林（2007.05.11－2007.08.04）
- 姜國慶（2007.12.31－2008.07.28）
- 翁錳揮（2008.09.01－2012.08.31）[5]
- 楊登欽（2012.09.25－2014.04.14） [6]
- 董玉文（2014.04.15－2015.09.30）
- 簡華慶（2015.10.01－2017.10.31)
- 葉瑞家（2017.11.01－2022.06.30）
- 陳俊良（2022.07.01－2023.12.31)
- 施宜佐（2024.01.01－)